# بیویس و بات‌هد
بیویس و بات‌هد نام دوتن از شخصیت‌های اصلی سریال تلویزیونی پویانمایی آمریکایی به همان نام است که توسط مایک جاج خلق گردیدند. پس از موفقیت فیلم کوتاهی از جاج با نام بیسبال قورباغه‌ها که در آن همین شخصیت‌ها حضور داشتند، شبکه تلویزیون کابلی ام‌تی‌وی طی قراردادی از او خواست تا سریالی با آن دو کاراکتر تهیه نماید. سریال‌ها از ۸ مارس ۱۹۹۳ بر روی آنتن رفتند و تا ۲۸ نوامبر ۱۹۹۷ ادامه یافتند. در آمریکا رده‌بندی TV-۱۴ شامل آن‌ها شد. بازپخش‌های سریال گهگاه از شبکه ام‌تی‌وی ۲ و کمدی سنترال پخش می‌گردند. پس از وقفه‌ای ۱۵ ساله، شبکه ام‌تی‌وی پخش سری جدیدی از برنامه را از سال ۲۰۱۱ آغاز کرد.

## درباره
بیویس و بات‌هد دو نوجوان پخمه، علاف و عاشق موسیقی راک را به تصویر می‌کشد که در شهر هایلند از ایالت تگزاس زندگی می‌کنند. جاج گویندگی صدای هردوی آن‌ها را به‌عهده دارد. زندگی آن‌ها بیشتر به دیدن تلویزیون و موزیک ویدئو و نیز خوردن ناچو می‌گذرد. بیویس که دارای پیش آمدگی آرواره پایین و قیافه‌ای زُل‌زده‌است که تقریباً همواره به صورت نیمرخ دیده می‌شود، معمولاً تی‌شرت آبی متالیکا برتن دارد. بات‌هد هم با لثه‌های بالایی معلوم و دندانهای سیم‌بند شده و چشمانی لوچ که بینی‌اش هم همواره روان است نیز معمولاً تی‌شرت خاکستری ای‌سی/دی‌سی برتن دارد. اغلب جملات او با «اِاِاِاِاِاِه» آغاز شده و با خندهٔ کوتاه معروفش خاتمه می‌یایند. قدرت طنز این دو در عدم پیروی آن‌ها از رسوم، آزار رسانی‌هایشان، انزجار آندو از زنان و بی‌ادبی‌شان به تقریباً تمامی دیگر شخصیت‌های سریال از جمله یکدیگر است. این سریال‌ها از ۸ مارس ۱۹۹۳ بر روی آنتن رفتند و تا ۲۸ نوامبر ۱۹۹۷ ادامه یافتند و هنوز بازپخش می‌گردند.

## ارزیابی‌های انتقادی و جنجال‌های حاشیه‌ای
در دورهٔ نمایش، بیویس و بات‌هد با طنز هرزه‌گو و انتقادی خود عکس‌العمل‌های فراوانی، اعم از مثبت یا منفی را از طرف همگان به‌دنبال داشت. سنت‌گرایان اجتماعی اغلب به این سریال تاختند، در حالیکه دیگرانی چون دیوید لترمن و نشریه نشنال ریویو، از آن به‌عنوان ابزاری سرکش برای انتقاد اجتماعی و در کل یک کمدی خلاق و هوشمندانه یاد می‌کنند. به هر روی این سریال به نشانه‌ای در فرهنگ جوانان دهه ۱۹۹۰ و نسل ام‌تی‌وی تبدیل شد.
در قسمت‌های نخست سریال یکی از درگیری‌های همیشگی بیویس با مسئلهٔ آتش و آتش‌سوزی بود که با فریادهای معروف «آتش، آتش» او همراه می‌شد. پس از آتش‌سوزی در شهر موریان ایالت اوهایو در اکتبر سال ۱۹۹۳ که توسط یک پسر ۵ ساله برپا شد و منجر به مرگ خواهر ۲ ساله او گشت، برنامه متهم شد که در این باره مسؤول است. مادر فرزندان بعدها ادعا کرد که کودکش بلافاصله پس از دیدن این سریال خانه را به آتش کشیده‌است، اگرچه همسایگانش مدعی شدند او اصلاً تلویزیون کابلی نداشته. پیامد این حادثه، حذف این بخش‌ها از سریال بود.
در فوریه سال ۱۹۹۴ انجمن پاسداری اخلاق در رسانه‌ها مدعی شد قتل دختری ۸ ماهه با توپ بولینگی که از بالای پل عابرپیاده بر روی او در بزرگراه توسط پسری ۱۸ ساله، ملهم از صحنه‌های آن سریال بوده‌است. بعدها مشخص شد که قاتل اصلاً این سریال را نمی‌دیده، اما ام‌تی‌وی در واکنشی پخش برنامه را به ساعت ۱۱:۰۰ شب منتقل کرد و پیامی را با این مضمون در اول سریال گنجاند: بیویس و بات‌هد موجوداتی حقیقی نیستند. آن‌ها شخصیت‌های کارتونی ابلهی‌اند که به‌دست این مردک تگزاسی کشیده شده‌اند که او نیز به‌سختی آن‌ها را می‌شناسد. آن‌ها احمق‌هایی کودن، خام، بی‌فکر، زشت، مردسالار و خوددرگیر اند، اما به دلایلی، این کله‌پوکهای کوچک آدم را می‌خندانند.  این پیام بعدها چنین تغییر یافت: بیویس و بات‌هد الگو نیستند. آن‌ها حتی آدم نیستند، آن‌ها کارتون‌اند. برخی کارهایی که انجام می‌دهند ممکن است باعث شود آدم آسیب ببیند، اخراج گردد، بازداشت شده و احتمالاً تبعید شود. به بیانی دیگر: این کارها را در منزل امتحان نکنید. 

## فیلم سینمایی
در سال ۱۹۹۶، فیلم بلند پویانمایی آن‌ها با نام بیویس و بات‌هد آمریکا را می‌نمایند بر پرده سینماها نمایش داده شد. ستاره‌های مطرحی همچون بروس ویلیس، دمی مور، کلوریس لیچمن، رابرت استک، اریک بوگوسیان، ریچارد لینکلیتر و دیوید لترمن در دوبلاژ فیلم شرکت داشتند. اغلب منتقدین از جمله راجر ایبرت نقدهای خوبی برآن نوشتند. فیلم در داخل آمریکا بیش از ۶۰ میلیون دلار فروش کرد که برای هزینه ۵ میلیون دلاری ساخت، درآمدی خوب محسوب می‌شود.

## سری جدید
در ۱۴ ژوئیه ۲۰۱۰ اعلام شد که سری جدید سریال در حال ساخت است که این قسمت‌ها بزودی از شبکه ام‌تی‌وی پخش خواهند شد.

## کتاب‌ها
- Johnson, Sam.  Glenn Eichler (ed.). MTV'S Beavis and Butt-Head: This Book Sucks. MTV Books, Callaway, Pocket Books. ISBN 0-671-89034-4. {{cite book}}: Unknown parameter |coauthors= ignored (|author= suggested) (help); Unknown parameter |origmonth= ignored (help)
- Johnson, Sam.  Glenn Eichler (ed.). MTV'S Beavis and Butt-Head: Ensucklopedia. MTV Books, Pocket Books. ISBN 0-671-52149-7. {{cite book}}: Unknown parameter |coauthors= ignored (|author= suggested) (help); Unknown parameter |origmonth= ignored (help)
- Doyle, Larry.  Glenn Eichler (ed.). MTV'S Beavis and Butt-Head: This Sucks, Change It!. MTV Books, Pocket Books, Melcher Media. ISBN 0-671-53633-8. {{cite book}}: Unknown parameter |origmonth= ignored (help)
- Doyle, Larry.  Glenn Eichler (ed.). MTV'S Beavis and Butt-Head: Huh Huh For Hollywood. MTV Books, Pocket Books. ISBN 0-671-00655-X. {{cite book}}: Unknown parameter |origmonth= ignored (help)
- Kristofor Brown (ed.). MTV'S Beavis and Butt-Head: Doodle (doodie) Book. Boston America Corp. ISBN 1-889647-00-4.
- MTV'S Beavis and Butt-Head: 3-D Poster Book. Boston America Corp.
- Brown, Kristofor. MTV'S Beavis and Butt-Head: Big Book of Important Stuff to Make Life Cool. Boston America Corp. ISBN 1-889647-15-2.
- MTV'S Beavis and Butt-Head: Doodle (doodie) Book #2. Boston America Corp. ISBN 1-889647-28-4.
- MTV'S Beavis and Butt-Head: Sticky Things. Boston America Corp. ISBN 1-889647-16-0.
- Judge, Mike. MTV'S Beavis and Butt-Head Do America: The Official Script Book. MTV Books, Pocket Books. ISBN 0-671-00658-4. {{cite book}}: Unknown parameter |coauthors= ignored (|author= suggested) (help); Unknown parameter |origmonth= ignored (help)
- Grabianski, Greg.  Kristofor Brown (ed.). MTV'S Beavis and Butt-Head: The Butt-Files. MTV Books, Pocket Books. ISBN 0-671-01426-9. {{cite book}}: Unknown parameter |coauthors= ignored (|author= suggested) (help); Unknown parameter |origmonth= ignored (help)
- Brown, Kristofor.  Dave Stern (ed.). MTV'S Beavis and Butt-Head: Travel Log. MTV Books, Pocket Books. ISBN 0-671-01533-8. {{cite book}}: Unknown parameter |origmonth= ignored (help)
- Rheingold, Andy.  Kristofor Brown (ed.). MTV'S Beavis and Butt-Head: Chicken Soup for the Butt. MTV Books, Pocket Books. ISBN 0-671-02598-8. {{cite book}}: Unknown parameter |coauthors= ignored (|author= suggested) (help); Unknown parameter |origmonth= ignored (help)
- Reading Sucks: The Collected Works of Beavis and Butt-head (published December 2005). This collection is a bundle of the four books listed above which are no longer in print separately.
- Sun, Douglas. [August 1998] “'Change It! This Sucks!': Beavis and Butt-head, Idiot Savants of Cultural Criticism. ” in David E.E. Sloane (Ed.) New Directions in American Humor. Tuscaloosa: University of Alabama Press. ISBN 0-8173-0910-1